# (6068) Brandenburg
(6068) Brandenburg es un asteroide perteneciente al cinturón de asteroides, región del sistema solar que se encuentra entre las órbitas de Marte y Júpiter, más concretamente a la familia de Eos descubierto el 10 de octubre de 1990 por Freimut Börngen y el también astrónomo Lutz Dieter Schmadel desde el Observatorio Karl Schwarzschild, en Tautenburg, Alemania.

## Designación y nombre
Designado provisionalmente como 1990 TJ2. Fue nombrado Brandenburg en homenaje al distrito de Alemania alrededor de Berlín. La capital medieval de esta región era la ciudad de Brandenburgo, y la capital actual es Potsdam. Brandenburgo es una región con muchos lagos, canales y bosques de pinos. Los poetas Theodor Fontane y Heinrich von Kleist, el científico Wilhelm von Humboldt y el arquitecto Karl Friedrich Schinkel nacieron en la región. Seis composiciones bien conocidas de Johann Sebastian Bach tienen el título Brandenburgische Konzerte.

## Características orbitales
Brandenburg está situado a una distancia media del Sol de 3,036 ua, pudiendo alejarse hasta 3,276 ua y acercarse hasta 2,796 ua. Su excentricidad es 0,079 y la inclinación orbital 9,040 grados. Emplea 1932,87 días en completar una órbita alrededor del Sol.

## Características físicas
La magnitud absoluta de Brandenburg es 12,8. Tiene 9,226 km de diámetro y su albedo se estima en 0,189. 